# Wolfgang Knauft
Wolfgang Knauft (* 9. Dezember 1928 in Berlin-Spandau) ist ein deutscher römisch-katholischer Geistlicher, Journalist und Autor.

## Leben
Wolfgang Knauft wuchs in Spandau auf. Mit 15 Jahren wurde er während des Zweiten Weltkriegs als Flakhelfer eingezogen und war später als junger Soldat bis Ende Januar 1945 in Auschwitz, außerhalb des Vernichtungslagers, eingesetzt. Nach dem Krieg nahm er das Theologiestudium auf, zunächst in Fulda, später in Neuzelle. Am 25. April 1954 spendete ihm Bischof Wilhelm Weskamm in der Johannes-Basilika zusammen mit 19 weiteren Kandidaten das Sakrament der Priesterweihe. Er gehörte damit dem zahlenmäßig stärksten Weihekurs in der Geschichte des Bistums Berlin an.
Nach fünf Jahren als Kaplan wurde Knauft 1959 mit der Mitarbeit im Morus-Verlag beauftragt, den Erich Klausener jun. leitete. Später übernahm er die Redaktion des Petrusblattes, der katholischen Kirchenzeitung für West-Berlin. Obwohl im nichtkommunistischen Teil des Bistums Berlin erscheinend, hatte Knauft bei der Berichterstattung die Situation der Kirche im Ostteil des Bistums zu berücksichtigen, was die journalistischen Möglichkeiten bei Themenauswahl und Art der Darstellung einschränkte. So konnte über den Bau der Berliner Mauer, die auch das Bistum Berlin zerteilte, nur indirekt berichtet werden, um die Situation der Katholiken im Ostteil nicht zu verschärfen. Knauft behalf sich damit, die Sankt-Michael-Kirche aus Westberliner Perspektive hinter bereits aufgestellten Grenzsperren abzubilden. Dazu schrieb er einen Artikel über die Einheit der Kirche im Allgemeinen. Politische Inhalte konnten so nur „zwischen den Zeilen“ erscheinen. Die Kirchenzeitung wurde zudem in dieser Zeit auch als Verkündigungsmedium verstanden, was Knauft mit dem Begriff „zweite Kanzel“ beschrieb.
Neben der journalistischen Tätigkeit widmet sich Knauft weit über den Eintritt in den Ruhestand hinaus der zeitgeschichtlichen Forschung, insbesondere mit Bezug auf die katholische Kirche in der Zeit des Nationalsozialismus, aber auch mit Blick auf die kirchlichen Verhältnisse in der DDR. Neben Biographien der Bischöfe Konrad von Preysing und Georg Sterzinsky verfasste er eine große Zahl von Einzeldarstellungen aus diesem Bereich, gab aber auch Gedichte und geistliche Schriften heraus.
1979 verlieh ihm Papst Johannes Paul II. den Ehrentitel Päpstlicher Ehrenprälat. Ab 1988 war er bis Ende 2003 Domkapitular an der St.-Hedwigs-Kathedrale.

## Schriften (Auswahl)
- Miterbauer des Bistums Berlin. 50 Jahre Geschichte in Charakterbildern. (Hrsg.) Morus-Verlag, Berlin 1979, ISBN 3-87554-176-6
- Katholische Kirche in der DDR. Gemeinden in der Bewährung 1945 – 1980, Grünewald-Verlag, Mainz 1980, ISBN 978-3-7867-0803-2.
- Bistum Berlin, Pattloch-Verlag, Aschaffenburg 1987, ISBN 978-3-557-91360-3.
- Unter Einsatz des Lebens. Das Hilfswerk beim Bischöflichen Ordinariat Berlin für katholische ‚Nichtarier‘ 1938 – 1945, Bischöfliches Ordinariat Berlin, 1988.
- Gelebter Glaube. Das Ende des Zweiten Weltkrieges im Bistum Berlin, Erzbischöfliches Ordinariat Berlin, 1994.
- Konrad von Preysing – Anwalt des Rechts. Der erste Berliner Kardinal und seine Zeit, Morus-Verlag, Berlin 1998, ISBN 978-3-87554-326-1.
- Schnitter, KZ-Häftlinge, Zwangsarbeiter. Vergessene Kapitel der Seelsorge im Bistum Berlin, Morus-Verlag, Berlin 2001, ISBN 978-3-87554-359-9.
- Zwischen Fabriken, Kapellen und KZ. Französische Untergrundseelsorge in Berlin 1943 – 1945, Cordier, Heiligenstadt 2005, ISBN 978-3-929413-93-9.
- Georg Sterzinsky. Helfer zur Einheit, Benno-Verlag, Leipzig 2015, ISBN 978-3-7462-4377-1.